# Російський Рено
Російський «Рено» (також «Рено-російський», «Танк М», «Танк КС» (Червоне Сормово); в ряді джерел іменується «Танк „Борець за свободу тов. Ленін“», за іменем власним першого танка серії) — перший радянський танк, запущений в серійне виробництво. Класифікаційно належав до легких танків безпосередньої підтримки піхоти. Являв собою майже повну копію французького легкого танка Renault FT-17. Випускався в 1920—1921 роках на Сормовському заводі (Нижній Новгород) малою серією в 15 машин.
Незважаючи на офіційне прийняття на озброєння Червоної Армії з 1920 року, в бойових діях «Рено-російські» участі не брали. На озброєнні були до 1930 року.

## Історія створення

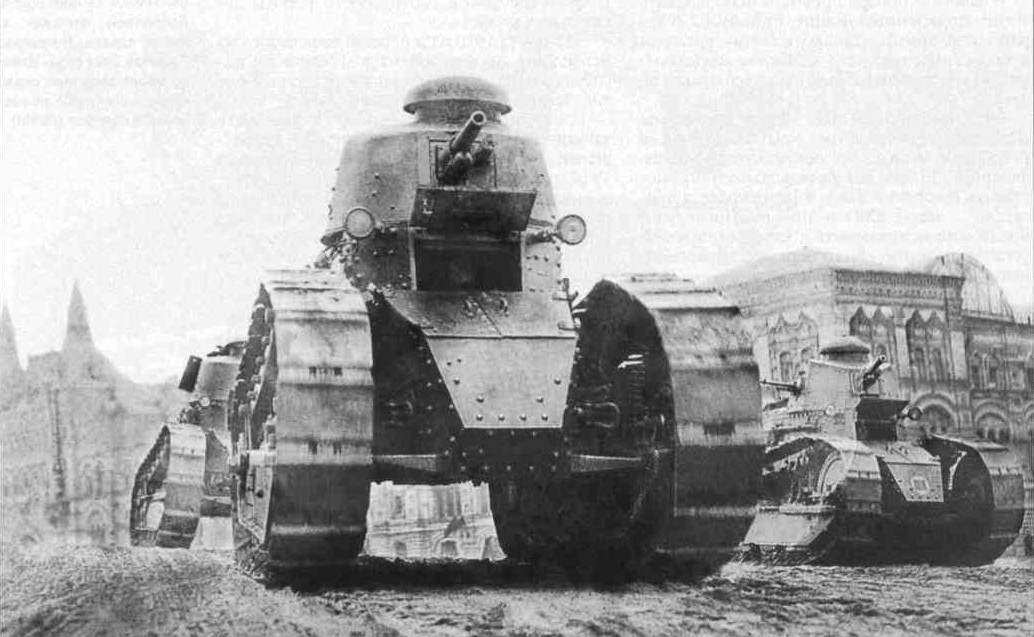
Танки РККА на параді. Попереду йде трофейний Renault FT-17, позаду ліворуч — «Рено-російський» з гарматно-кулеметним озброєнням. Москва, Червона площа, 8 листопада 1924 р.

У ході Першої світової війни Російська імперія активно використовувала бронетехніку — за 4 роки війни загальна кількість бронеавтомобілів, що надійшли в розпорядження Російської імператорської армії, наблизилося до 500. В цілому, активність використання броньовиків російською армією була вище аналогічного показника для армій як її союзників — Великої Британії та Франції, так і противників — Німеччини та Австро-Угорщини. Багато в чому це пояснювалося позиційним характером бойових дій на Західному фронті Першої світової, а також загальним чималим ентузіазмом російських військових стосовно бронеавтомобілів. До середини 1917 р. російська армія за кількістю бронемашин, їхньою якістю та організацією, а також розвиненістю тактики їх використання перевершувала армії інших воюючих країн, трохи поступаючись лише Великій Британії, і то лише за загальною чисельністю бронемашин.
Крім того, Військове відомство Російської імперії уважно стежило за застосуванням країнами Антанти (а згодом — і Центральних держав) новітнього виду бойової техніки — танків. Військові розуміли та визнавали виняткову корисність усюдихідних бойових машин в умовах російського бездоріжжя. Крім зарубіжного досвіду, в цій галузі у Росії були власні конструкторські напрацювання. Їхній появі сприяв солідний досвід створення бронеавтомобілів, а також достатньо потужна промисловість, здатна здійснити випуск таких безсумнівно передових для свого часу виробів, як танки. І хоча перші «досліди» Росії на цьому терені не можна назвати вдалими — ні крихітний «Всюдихід», Ні страхітливий «Цар-танк» не мали скільки-небудь реальної бойової цінності — до 1917 року з'явилися і цілком здійсненні проекти, такі, як так званий танк Рибінського заводу. Крім того, були цілком успішні досліди створення бойових машин на базі напівгусеничних тракторних шасі — таким був броньований трактор Гулькевича. Таким чином, до початку 1917 р. Російська імперія вже наближалася до моменту випуску власних усюдихідних бойових машин. Однак, для прискорення оснащення армії всюдихідними бойовими машинами, було вирішено закупити їх за кордоном — у Франції. Вибір військових спочатку припав на середні французькі танки Schneider CA1, і восени 1916 р. на відповідному підприємстві було розміщено замовлення на ні багато, ні мало 390 танків цього типу з терміном поставки до зими 1917 року. Згодом, однак, внаслідок вивчення досвіду бойового застосування французьких танків та порівняння їх характеристик, ГУГШ РІА анулювало старе замовлення та розмістило нове, на аналогічну кількість легких танків Renault FT-17. Проте дві революції 1917 року і хаос Громадянської війни далеко та надовго відсунули ці плани з порядку денного.
Таким чином, першими танками, які опинилися на російській землі, стали британські та французькі машини, в невеликій кількості поставлені країнами Антанти в 1919 р. у вигляді військової допомоги Добровольчій армії генерала А. І. Денікіна. Частини Білого руху застосовували їх переважно для підтримки дій піхоти та кавалерії в боях 1919—1920 років. Британія була представлена важкими танками Mk V різних модифікацій та кількома «шаленими» середніми танками Mk B, Франція — все тими ж легкими танками Renault FT-17.
Перші танки Renault FT-17 прибули до Росії 12 грудня 1918 року. Цього дня в Одесі вивантажилися з транспортних суден на берег 20 танків зі складу 3-ї роти 303-го полку штурмової артилерії французької армії, які прибули разом з частинами французької та грецької піхоти. 18 березня 1919 під станцією Березівкою неподалік від Одеси бригада комбрига Григор'єва зі складу 2-ї Української Радянської армії (2-я УБА) атакувала греко-французькі частини. У донесенні Григор'єва в штаб армії дане зіткнення описується таким чином:
… Противник — греки, французи та добровольці — був вибитий з передових позицій і, розгубившись, біг в повному безладді. Протягом декількох хвилин нам дісталося багато трофеїв: близько 100 кулеметів, чотири гармати, з них дві далекобійних, маса спорядження, сім паровозів, п'ять ешелонів, броньований поїзд, чотири танки і два штаби, грецький та французький…— комбриг Григор'єв

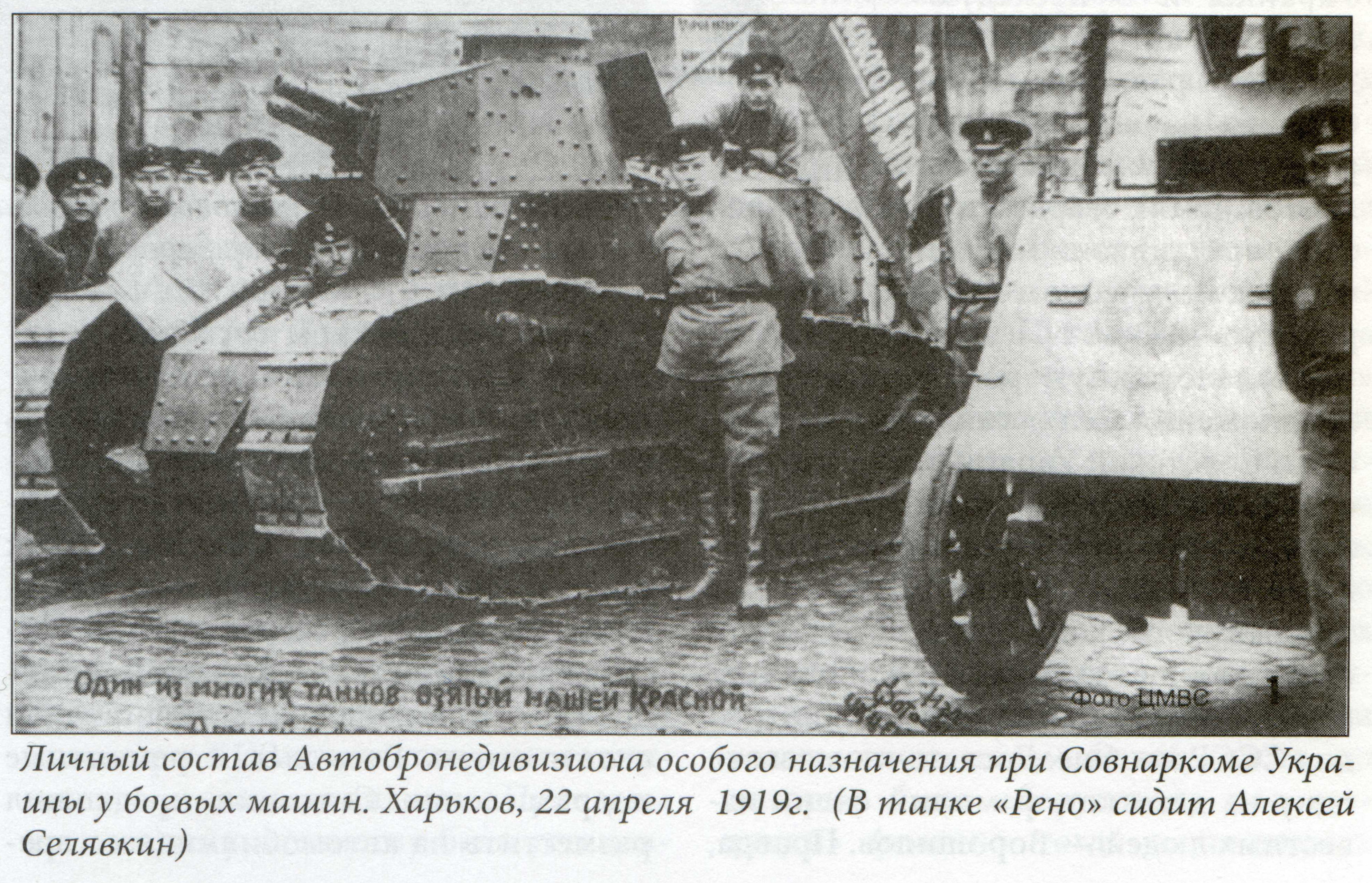
Трофейний Renault FT-17 у складі бронедивізіону особливого призначення при Раднаркомі України. 1919 рік.

 Із чотирьох захоплених танків, ідентифікованих в документах армії, як танки «системи Реналт», повністю справними були лише два. Цікаво, що здобуття цих трофеїв стало для червоноармійців несподіванкою не меншою, ніж сама поява цих танків на полі бою. Поводження з «ультрасучасною» зброєю вимагало відповідної підготовки, і спроби червоноармійців одразу ж застосувати захоплені танки в бою не увінчалася успіхом. У підсумку три танки з чотирьох були відправлені в Харків, що був на той момент столицею радянської України. Пізніше на базі трофейних танків та бронеавтомобілів «Джеффері-Поплавко» зі складу Бронеавтодівізіона особливого призначення (БАДОП) був сформований Броньовий дивізіон особливого призначення (БДОП) при Раді Народних Комісарів України (командиром дивізіону був призначений А. Селявкін) .
Четвертий танк командування армії вирішило відправити у Москву як подарунок В. І. Леніну на День всесвітньої солідарності трудящих (1 травня). До «подарунку» було докладено написаний червоноармійцями лист, у якому були, серед іншого, такі рядки:
… Без зброї і без гвинтівок йшов український пролетаріат на вдосконалені гармати сучасної техніки, але, як бачите, навіть танки, ці сучасні чудовиська, породжені останньою війною, не встояли перед революційною війною, і сьогодні 2-а Українська Радянська армія має щастя піднести Вам, дорогий вчитель, одну з цих страшних гармат. Вам ми відправляємо один з цих танків, який буде найкращим доказом мощі пролетарської революції…
У квітні 1919 року трофейний танк прибув до Москви. Щодо подальших подій є різночитання. За однією версією, організатори першотравневих урочистостей, обдумуючи, як би урочистіше обставити дарування трофея главі держави, вирішили провести танк своїм ходом по Красній площі під час першотравневої демонстрації. Відповідно до іншої, більш імовірної версії, В. І. Ленін сам виступив ініціатором участі танка в параді і, більше того, особисто звернувся в середині квітня до народного комісара з військових та морських справ України з проханням надіслати ще один танк для демонстрації його на першотравневому параді в Москві, оскільки Renault FT-17, присланий в подарунок вождю світового пролетаріату бійцями 2-ї УРА, виявився некомплектним та пересуватися своїм ходом не міг. До кінця квітня другий танк благополучно прибув до Москви.
Як би то не було, 1 травня 1919 танк Renault FT-17 взяв участь у святковому параді на Червоній площі. У ході параду машиною керував колишній авіатор Імператорського військово-повітряного флоту Б. Россінський, який разом з двома помічниками протягом ночі розібрався з керуванням незнайомою машиною.
«Адресат» подарунка В. І. Ленін поставився до трофея з великим інтересом. Після параду Ілліч задав водієві танка Б. Россінському та присутнім на показі військовим фахівцям масу питань про конструкцію та бойову ефективність цієї зброї. 2 травня 1919 Ленін відправив у штаб 2-ї УРА вдячну телеграму такого змісту:
Штабу 2-ї Української Радянської армії і всім товаришам цієї армії.
2 травня 1919.

Приношу свою найглибшу подяку та вдячність товаришам 2-ї Української Радянської Армії з приводу надісланого у подарунок танка.
Цей подарунок дорогий нам усім, дорогий робітникам та селянам Росії, як доказ геройства українських братів, дорогий також тому, що свідчить про повний крах Антанти, яка здавалася настільки сильною.
Найкращий привіт та найгарячіші побажання успіхів робітникам та селянам України та Української Червоної Армій.— Голова Ради Оборони
В. Ульянов (Ленін)
Тим часом, в травні 1919 року два трофейних «Рено» що залишилися билися у складі бронедивізіону особливого призначення в районі Катеринослава та Кременчука, причому противником їх були частини… комбрига Григор'єва, які два місяці тому захопили ці самі танки та виступили тепер проти радянської влади. Трохи пізніше, в червні того ж року, бронедивізіон особливого призначення бився з загонами Н. І. Махно за контроль над залізницею Мелітополь — Олександрівськ і зміг потіснити частини «батьки». Потім БДОП був перекинутий під Новомосковськ, де 26 червня 1919 танки та бронеавтомобілі дивізіону спільно з піхотою контратакували наступаючі частини Добровольчої армії. Під час бою добровольці зім'яли війська червоних, частина піхоти безладно відійшла, частина просто розбіглася. Бронеавтомобілі та танки, що залишилися без прикриття, були кинуті своїми командами та дісталися частинам Білого руху як трофеї.
Що стосується танка, що пройшов 1 травня 1919 по Червоній площі, то вже в середині травня 1919 року також був відправлений на фронт у складі автобронезагону імені Свердлова. Крім танка, у складі загону було два бронеавтомобілі «Остін», 1,5-тонна вантажівка «Фіат», санітарний «Фіат», автомайстерня «Пірс-Арроу», автоцистерна «Вайт», автокухня «Паккард», два озброєних кулеметами мотоцикла «Клино» по одному кулемету на кожному і два мотоцикли «Харлей-Девідсон». Особовий склад автобронезагонів становив 52 особи. У середині червня 1919 автобронезагін імені Свердлова прибув на Південний фронт у розпорядження 8-ї армії. Відомості про подальшу долю танка зі складу загону розпливчасті, хоча, за деякими даними, восени 1919 року він також був захоплений білими.
Проте, вивчення та досвід експлуатації захоплених під Одесою Renault FT-17 підштовхнули радянський уряд до рішення про початок виробництва в РРФСР власних танків. З цією метою 10 серпня 1919 спільним рішенням Раднаркому і Ради військової промисловості нижньогородський завод «Червоне Сормово» було визначено як спеціалізоване підприємство для виготовлення танків. Броню передбачалося поставляти з Іжорського заводу, озброєння — з Путилівського, двигуни — із заводу АМО. Як «зразок для наслідування» було вирішено відправити на Сормовський завод трофейний танк, подарований в березні В. І. Леніну бійцями 2-ї УРА який виявився несправним (власне, з моменту прибуття до Москви він так і стояв в спецгаражі) .
Керівництво та робочі Сормовського заводу сприйняли це рішення з натхненням, і 22 серпня колегія правління заводу взяла на себе зобов'язання виготовити перший танк через дев'ять місяців, тобто до літа 1920-го, а до кінця того ж року здати замовнику повністю перші п'ятнадцять танків у складі п'яти бойових одиниць (по 1 гарматному і 2 кулеметних танки кожна) . Правда, з'ясувавши ситуацію, завод зрушив термін здачі першого танка на 1 жовтня 1920.
Еталонний танк прибув на завод 29 вересня 1919 «в трьох критих вагонах в розібраному вигляді». Огляд присланого Москвою зразка збентежив заводчан. Мало того, що танк прибув без яких би то не було документів та специфікацій — сам танк доїхав до заводу «не цілком». Частина деталей була попросту вкрадена, причому як у Москві, поки танк стояв у гаражі, так і в дорозі. Причому крім деталей підвіски та корпусу танка були відсутні і такі важливі елементи конструкції, як коробка передач, що обіцяло заводу колосальні труднощі. І. І. Волков, один з інженерів Сормовського заводу, які брали участь у проектуванні першого радянського танка, згодом згадував:
Приступати до будівництва танків доводилося у винятково важких умовах. У країні розруха. Необхідної техніки немає. Що й казати, було над чим поламати голову. Однак віра Леніна в робочу людину надихала сормовців… 
До нас на завод був присланий легкий танк «рено», захоплений у боях на Південному фронті. Ось, кажуть, наш зразок. Робіть. А «зразок» цей більше скидався на купу металу, ніж на справжній танк. У ньому були відсутні найважливіші вузли. Не було мотора, коробки передач, безлічі інших цінних деталей. Але сумувати не було коли. У два місяці потрібно було виготовити технічну документацію…
Для вивчення танка та виготовлення робочих креслень машини на заводі наказом по Центроброні була організована особлива бригада конструкторів у складі інженерів Кримова, Москвіна, Салтанова та Спірідонова. На допомогу їм від Іжорського заводу була направлена «група броні» в кількості 4 інженерів під керівництвом інженера-технолога Артем'єва. Завдання розробки моторно-трансмісійної групи була покладено на завод АМО в Москві, якому було доручено «підігнати» двигун «Фіат», для виготовлення якого у заводу була відповідна оснастка, під габарити двигуна, що стояв на еталонному танку Renault FT-17. Для здійснення «підгонки» на заводі була сформована особлива конструкторська група у складі п'яти конструкторів-креслярів під керівництвом інженерів Пілоунковського та Калініна, причому останній призначався «відповідальним за моторний агрегат» нового танка. Робота інженерів ускладнювалася тим, що відсутні вузли та агрегати було потрібно «відновити» практично з нуля.
1 листопада 1919 р. з метою координації дій заводів-виготовлювачів агрегатів танка, при Раді військової промисловості була створена спеціальна комісія. Крім зазначених вище російських інженерів, до її складу увійшли два фахівця з Франції — інженери Дем і Розьє, які раніше працювали на заводах «Рено» та співчували радянській владі, при цьому Розьє було доручено «виготовлення всіх креслень та даних для нового танка». Наприкінці листопада 1919 року для полегшення копіювання відсутніх деталей Сормовський завод через завод АМО за особистим розпорядженням В. І. Леніна були відправлені два автомобілі «Рено», «важкого» та «полегшеного» типів.
Загальне керівництво роботами з проектування та виготовлення танків здійснювало Броньове управління ГВІУ, є було і замовником робіт. Безпосередньо на заводі за роботами спостерігав комісар Центроброни І. Х. Гаугель, який, правда, мав схильність вирішувати виникаючі під час робіт проблеми за допомогою ненормативної лексики та особистого «маузера», чим нерідко заважав робочому процесу.
З жовтня по грудень 1919 спецбригада конструкторів виконала близько 130 креслень вузлів та агрегатів танка. Цікаво, що багато з них тут же втілювалися «в металі» (правда, з низькосортної сталі) та коректувалися «за місцем» в корпусі еталонного танка. До середини листопада заводи Путилівський, Іжорский і АМО отримали замовлення на озброєння, бронекорпуса та моторно-трансмісійні групи відповідно. Наприкінці 1919 року інженер Ф. Нефедов розробив маршрутну технологію виготовлення танка. Тоді ж завод приступив до безпосереднього виготовлення деталей танків, хоча остаточно маршрутна технологія була затверджена лише у березні-квітні 1920 року.

## Серійне виробництво
Танки збирали в дизельному цеху Сормовського заводу. Складання машин виконувалася в тісній взаємодії з іншими підприємствами — Іжорський завод поставляв броньові катані листи, завод АМО (нинішній ЗІЛ) — двигуни. 31 серпня 1920 року заводом був випущений перший зразок, який отримав ім'я «Борець за свободу товариш Ленін».
| Динаміка виробництва танків «Рено-російський» на Сормовському заводі в 1920—1921 роках |          | |
| Рік                                                                                    | Місяць   | Стан виробництва |
| 1920                                                                                   | Липень   | Замовлення на виготовлення танків виконане на 37 %.                                                                          |
| 1920                                                                                   | Серпень  | Виготовлено танків 1 шт — 100 %, але немає озброєння; 14 шт — до 42 % готовності.                                            |
| 1920                                                                                   | Вересень | 1 танк готовий, здача затримана з не залежних від заводу причин, 3 шт — 85 %, 11 шт — до 40 %.                               |
| 1920                                                                                   | Жовтень  | 1 танк готовий. 3 шт — 95 %, 1 шт — 75 %, 1 шт — 15 %.                                                                       |
| 1920                                                                                   | Листопад | 1 шт відправлений до Москви, 2 шт — 100 %, 3 шт — 95 %, 1 шт — 30 %, 1 шт — 15 %.                                            |
| 1920                                                                                   | Грудень  | Другий танк відправлений до Москви, здано приймальнику 3 танка, ще 3 шт готові 100 %, 1 шт — 80 %, 1 шт — 50 %, 1 шт — 30 %. |
| 1921                                                                                   | Січень   | Відправлений ще 1 шт |
| 1921                                                                                   | Лютий    | Закінчено 1 шт |
| 1921                                                                                   | Березень | Закінчено 1 шт |
| 1921                                                                                   | Квітень  | Відправлено 5 шт, залишилося 1 шт — 100 %, 1 шт — 97 %, 2 шт — 85 %, 1 шт — 45 %.                                            |
| 1921                                                                                   | Травень  | Переважно готові всі, здано приймальнику 9 шт. Зразковий танк відремонтований та використовується як трактор.                |

Випробування машини проводилися з 13 по 21 листопада 1920 року. У «Короткій довідці про виготовлення першого танка», надісланій членами випробувальної комісії на ім'я В. І. Леніна, говорилося, що «танк виконав всю програму випробувань і нині являє собою надійну бойову одиницю».
Кожний з випущених танків типу «Рено-російський» мав ім'я власне, яке давалося прямо на заводі, безпосередньо після будівлі машини. Імена вибиралися в дусі того часу, переважно в рамках революційної тематики:
| Танки «Російський Рено» випуску 1920—1921 років |                                |                                         |
| № машини                                        | Ім'я власне                    | Озброєння                               |
| 1                                               | «Борець За Свободу тов. Ленін» | 1 × 37-мм гармата                       |
| 2                                               | «Паризька Комуна»              | 1 × 37-мм гармата                       |
| 3                                               | «Карл Маркс»                   | 1 × 37-мм гармата; 1 × 8-мм кулемет (?) |
| 4                                               | «Лев Троцький»                 | 1 × 37-мм гармата; 1 × 8-мм кулемет     |
| 5                                               | «Лейтенант Шмідт»              | 1 × 37-мм гармата; 1 × 8-мм кулемет     |
| 6                                               | «Карл Лібкнехт»                | 1 × 37-мм гармата; 1 × 8-мм кулемет     |
| 7                                               | «Червоний Борець»              | 1 × 37-мм гармата; 1 × 8-мм кулемет     |
| 8                                               | «Червона Зірка»                | 1 × 37-мм гармата; 1 × 8-мм кулемет     |
| 9                                               | «Пролетар»                     | 1 × 37-мм гармата; 1 × 8-мм кулемет     |
| 10                                              | «Вільна Росія»                 | 1 × 37-мм гармата; 1 × 8-мм кулемет     |
| 11                                              | «Чорноморець»                  | не озброєний                            |
| 12                                              | «Ілля Муромець»                | не озброєний                            |
| 13                                              | «Буря»                         | не озброєний                            |
| 14                                              | «Керч»                         | 1 × 37-мм гармата; 1 × 8-мм кулемет     |
| 15                                              | «Перемога»                     | 1 × 37-мм гармата; 1 × 8-мм кулемет (?) |

Щодо появи настільки складної назви першого танка серії — «Борець за свободу товариш Ленін» — існує наступна легенда. Робочі Сормовського заводу, розмірковуючи над тим, як би назвати перший танк, пропонували різні варіанти. Одні пропонували назвати танк «Борець», інші пропонували ім'я «За свободу!». Потім всі зійшлися на думці, що танк треба б назвати на честь вождя пролетаріату «Товариш Ленін». Раптом хтось запропонував поєднати три назви в одне, і пропозиція була прийнята колективом. коли танк був підготовлений до випробування, робочі па правому та лівому бортах танка завдали білою фарбою написи «Борець За Свободу тов. Ленін», а на носі корпусу намалювали зірку та напис «Р. С. Ф. С. Р.»
Що ж до іменування серії в цілому, то тут існують різночитання. За даними М. Свіріна, отриманим внаслідок вивчення оригінальних креслень та маршрутних карт Сормовського заводу, ніяких індексів танкам не присвоювалося — в документах заводу він проходив, як танк «типу „Рено“», «системи „Рено“» або «„Рено“ з мотором „Фіат“». У книзі М. Фатьянова «Танк Рено-Російський», випущений 1927 року який і є, власне, керівництвом з експлуатації та обслуговування танка, він позначається, як «Рено-Російський» (з тире), «Рено Російський» (без тире) або ж «Танк М. Рено-Російський». При цьому слово «російський» місцями пишеться як з великої, так і з малої літери. У ряді джерел трапляються назви «Танк КС» (скорочення від «Красне С ормово») та «Танк М», проте походження їх вельми туманне. Деякі видання вказують прямим текстом, що ці позначення не відповідають дійсності, хоча інші застосовують їх нарівні з позначенням «Рено-російський». Варто також відзначити, що в деяких науково-популярних виданнях (Наприклад, у книзі Л. В. Беловінського для дітей та юнацтва «С русским воином через века», М., «Просвещение», 1992, перевидана видавництвом «Печатные Традиции» 2009 року) цей тип танка іменують за іменем власним першої машини серії — «Борець за Свободу товариш Ленін».
Також є дані, що навесні 1921 року, після виготовлення останнього танка «Рено-російський» з 15 замовлених, був побудований 16-й танк, що дістав назву «Сувенір» та відправлений як подарунок В. І. Леніну. Втім, можливо, мається на увазі капітально відремонтований еталонний Renault FT-17, який станом на травень 1921 року використовувався на заводі як трактор.

## Опис конструкції
В загалом, «Рено-російський» майже повністю зберіг конструкцію свого прототипу та являв собою однобаштовий легкий танк класичної компоновки з протикулевим бронюванням. Екіпаж танка складався з двох осіб — механіка-водія, який розміщувався в передній частині корпусу, і командира-стрільця, що розміщувався у башті стоячи на підлозі танка або напівсидячи в брезентовій петлі.

### Корпус і башта
Танк мав корпус коробчатої форми, що збирався з катаних бронелистів на каркасі за допомогою заклепок. Башта також мала каркасну структуру. Броньові листи товщиною 7-22 мм забезпечували задовільний протикулевий захист. При цьому лобові листи корпусу та башти встановлювалися під великими кутами до вертикалі.
Як прилади спостереження застосовувалися оглядові щілини. При цьому з місць членів екіпажу забезпечувався достатньо хороший огляд місцевості, крім того, непрострілюваний («мертвий») простір у напрямку руху танка було дуже невеликим.

### Озброєння
Відповідно до початкового проекту, «Російський Рено» повинен був випускатися в гарматному та кулеметному варіантах, причому на один гарматний танк доводилося два кулеметних. Таким чином, перша партія танків повинна була включати 10 кулеметних машин і 5 гарматних. Пов'язано це було, головним чином, з аналогічним складом озброєння «зразкового» танка Renault FT-17, озброювали або короткоствольною 37-мм гарматою Puteaux SA 18, або кулеметом Гочкіс.
Завдання вибору конкретної артилерійської системи було покладене на колишнього артилерійського офіцера Російської Імператорської армії Макарова. У короткий час він вивчив артсистеми відповідного типу що були в розпорядженні і рекомендував такі гармати для озброєння танків:
1. 37-мм траншейна гармата зразка 1915 (траншейна гармата Розенберга);
2. 37-мм траншейна гармата Круппа (Грюзона);
3. 37-мм морська катерна гармата Гочкіс.

Встановлювати гармати передбачалося в «колисці що хитається автомобільного зразка». Остаточний вибір гармати визначив той факт, що гармати Розенберга та (Грюзона) гостро потрібні на фронті як батальйоні гармати. Таким чином, військові зупинилися на 37-мм морські гарматі Гочкіс.
Передбачалося, що гармати для танків знаходитимуться на військово-морських складах та поступати на Путилівський завод для капітального ремонту та регулювання, а також установки бронемаски та нового плечового упору. На ділі, однак, набір гармат виявився достатньо строкатим. Зокрема, з перших п'яти гармат, які прибули на Сормовський завод з Путилівського у вересні 1920 року, дві представляли собою 37-мм гармати Puteaux SA 18 французького виробництва (причому одна з «лівою», а інша з «правою» нарізкою), ще дві — короткоствольні гармати Гочкіс випуску Обухівського заводу, а п'ята гармата була знову-таки французькою гарматою Гочкіс, але цього разу довгоствольною. Пізніше, щоправда, з'ясувалося, що дві з п'яти гармат несправні. Взамін них Путилівський завод надіслав ще дві гармати. Решта танки передбачалося озброїти 8-мм кулеметами Гочкіс.
Однак наприкінці 1920 року в наркомвійськмор надійшла інформація, що виробництво у Франції кулеметного варіанта Renault FT-17 припинено, а наявні танки переозброюються гарматами. У зв'язку з цим, було прийнято рішення озброїти гарматами всі танки «Рено-російський», для чого з початку 1921 року Путилівському заводу було видане додаткове замовлення на ще десять 37-мм гармат.
Боекомплект танка складався з 250 унітарних артилерійських пострілів. для розміщення боєкомплекту служили брезентові патронташі на 140 снарядів, що розміщувалися в середній частині корпусу танка, під баштою, на бортах (по 70 з кожного борту), а також обойма снарядних гнізд на 120 снарядів над коробкою передач. Кулеметні стрічки по 300 патронів кожна укладалися на підлозі бойового відділення в жерстяних коробках. Кількість стрічок не регламентувався, але зазвичай їх було 9 — 10 (разом 2700 — 3000 патронів) .

### Двигун та трансмісія
На танку «Рено-російський» встановлювався 4-циліндровий карбюраторний однорядний автомобільний двигун «Фіат» рідинного охолодження, що вироблявся на московському заводі АМО. Двигун розташовувався подовжньо в кормовій частині корпусу і був направлений маховиком у бік носової частини. Чотири циліндра діаметром 100 мм кожний об'єднані в єдиний блок, хід поршня — 140 мм. Картер — алюмінієвий, двочастинний. Потужність двигуна становила 33,5 к.с. при 1480 об/хв, що забезпечувало питому потужність 4,5 к.с./т. Система запалювання — від магнето. Використовувалися магнето високої напруги марки «Діксі» або «Бош». Пуск двигуна проводився з бойового відділення за допомогою спеціальної рукоятки та ланцюгової передачі або зовні за допомогою пускової рукоятки. Охолодження двигуна — рідинне (водяне) з примусовим рухом охолоджуючої рідини в радіаторі. Карбюратор — типу «Фіат», шириною 36 мм.
Ємність паливного бака становила 90 літрів, що забезпечувало танку середній запас ходу близько 120 км.
Механічна трансмісія складалася з конічного головного фрикціону сухого тертя (сталь по шкірі), 4-ступінчастої коробки зміни передач, бортових фрикціонів з стрічковими гальмами (механізмів повороту) та 2-східчастих бортових передач.

### Ходова частина
Ходова частина «Рено-російського» не мала суттєвих відмінностей від такої як у танка Renault FT-17 і, стосовно до одного борту, складалася з 9 здвоєних опорних котків малого діаметра з внутрішніми ребордами, 6 здвоєних підтримуючих роликів, одинарних напрямного колеса великого діаметра та ведучого колеса заднього розташування.
Опорні котки кожного борту були зблоковані в чотири візки (перший — три котки, решта — по два). Візки попарно з'єднувалися за допомогою шарніра з балансирами, які, в свою чергу, шарнірно підвішувались до напівеліптичних сталевих ресор. Кінці ресор підвішувались до поздовжньої балки двотаврового перетину, яка кріпилася до борту корпусу танка. Вся ця конструкція прикривалася броньовими листами, що утворювали відкриті рами знизу ходової частини. Така конструкція підвіски з фактичною відсутністю амортизаторів та малим динамічним ходом котків в ряді джерел називається «напівжорсткою». Верхня гілка гусениці спиралася на шість підтримуючих роликів, зібраних металевими боковинами в обойму, причому задній її кінець кріпився до рами ходової частини на шарнірі, а передній подресорувався гвинтовою пружиною, що в ідеалі повинно було забезпечувати автоматичний натяг гусениці. Спрямовуюче колесо розташовувалося в передній частині рами і кріпилося у вилці з гвинтовим механізмом регулювання натягу гусениці. Ведуче колесо цівкового зачеплення (за шарнір трака) розміщувалося в задній частині рами ходової частини. Крупноланковий гусеничний ланцюг складався з 33 — 34 литих траків з башмаком та двома рейками, по яких рухалися опорні котки. Траки з'єднувалися за допомогою пальців, при цьому шарнір прикривався відгином башмака трака. Ширина гусениці становила 324 мм, що забезпечувало танку опорну поверхню близько 1 м² і питомий тиск на ґрунт близько 0,7 кг/см².
Танк мав хорошу опорну та профільну прохідність. Для збільшення профільної при подоланні ровів та ескарпів в кормовій частині був встановлений знімний кронштейн («хвіст»), аналогічний такому ж у французького прототипу. З «хвостом» машина була здатна долати рів шириною до 1,8 метра та ескарп висотою до 0,6 метра. Крім того, танк не перекидався при кренах до 28 °, міг долати підйом до 38 ° і спуск до 28 °. Глибина прохідного броду становила 0,5 метра. «Рено-російський» мав і непогану для своїх габаритів ударну силу — зокрема, він міг валити дерева товщиною до 0,25 метра. Мінімальний радіус розвороту на місці дорівнював ширині колії машини (1,41 метра), хоча в загальному випадку радіус повороткості машини оцінювався в 2,5 метра.

### Електрообладнання
Електрообладнання танка було виконано за однопроводною схемою, напруга бортової мережі 6 В. Як джерело електроенергії використовувалася акумуляторна батарея. Засобів радіозв'язку танки не мали.

## Спроби модернізації
Ще під час виробництва «Рено-російського» була зроблена спроба поліпшення динамічних характеристик машини за рахунок установки, як було зазначено в документах, «посиленої 4-ї передачі» в КПП і «збільшеною бортовою передачею». Для проведення випробувань був відповідним чином переобладнаний «Рено-російський» № 7 «Червоний Борець», що отримав внаслідок номер 7с (рос. «скоростной»). Передбачалося, що швидкість переобладнаного танка буде вище максимальної швидкості базової машини на 4,4 — 4,7 км/год і складе таким чином близько 12,5 км/год. 17 лютого 1921 комісар Гаугель повідомив в ГВІУ про готовність танка для випробувань. Для присутності на випробуваннях в Нижній Новгород прибув конструктор броневідділу ГВІУ Сотьянов. Випробування проводилися наприкінці лютого — початку березня, і в цілому виявилися невдалими. При штатній роботі мотора на 1400 «швидкісний» танк розвивав швидкість лише 8-10 км/год, причому базовий «Рено-російський» № 6 «Карл Лібкнехт» який випробовувався паралельно для порівняння легко наздоганяв «швидкісний» танк за допомоги короткочасного збільшення числа оборотів мотора до 1800—2000 в хвилину. Причому двигун швидкісного танка відчував великі навантаження, що відчутно знижувало надійність машини. Щоб уникнути виходу «швидкісного» танка з ладу, бортова передача з нього була переставлена на танк № 6 (при цьому покращена КПП залишилася на танку № 7). На повторних випробуваннях танки № 6 та № 7 змогли розвинути швидкість 10 км/год при оборотах 1400—1600 об/хв. За підсумками випробувань заводська комісія на чолі з конструктором Сотьяновим визнала ці показники максимально досяжними для цього силового агрегату. Передбачалося переобладнати посиленими бортовими передачами всі танки «Рено-російський», однак виконано це не було.
1927 року фахівцями Військової електротехнічної академії (ВЕТА) РСЧА був розроблений комплект телеапаратури для танка «Рено-російський», проте дані про випробування цієї апаратури на танках відсутні.

## Служба та бойове застосування
«Російські Рено» надходили на озброєння автобронезагонів Червоної Армії, проте ні в яких бойових діях не брали участь. Зустрічається в окремих джерелах інформація про застосування танків в боях Громадянської війни в Росії або Радянсько-польської війни 1919—1921 років не відповідає дійсності. Велика частина танків взагалі надійшла на оснащення бронезагонів вже після закінчення бойових дій. Перший автобронезагін, повністю оснащений танками «Рено-російський», був сформований наказом РВСР № 1375 7 лютого 1922 року та отримав номер 7. Штатна матеріальна частина загону включала 5 «Російських „Рено“» — № 1 «Борець За Свободу тов. Ленін», № 2 «Паризька комуна», № 9 «Пролетар», № 13 «Буря» та № 15 «Перемога» (причому танк № 13 «Буря» не мав озброєння). Також в штат матчастини 7-го автобронезагону входила одна вантажівка невстановленої марки. Цікаво те, що особовий склад для 7-го автобронезагону відбирався за достатньо специфічною ознакою — наявності у танкістів знань в області… сільського господарства. Пояснюється такий підхід достатньо просто — вже в момент формування автобронезагонів передбачалося відправити у уражене голодом Поволжя, при цьому танки повинні були використовуватися як трактори для оранки полів. Проте, командний склад був сформований з резервістів танкового дивізіону, причому всі командири танків (крім одного) до Революції служили в Російській імператорській армії в чинах не нижче унтер-офіцера. Крім того, всі вони, крім двох і ад'ютанта загону, пройшли курси московської Вищої броньової школи (ВБШ). Вже 4 березня 7-й автобронезагін вирушив до «місця служби» в Саратов, встигнувши перед цим взяти участь у параді на Красній площі з нагоди дня РСЧА 23 лютого 1922. Туди ж вирушив і сформований з тією ж метою 6-й автобронезагін, укомплектований французькими Renault FT-17. Дані про подальші дії загонів відсутні.
Також є дані, відповідно до яких навесні 1922 року два «Рено-російських» планувалося використовувати в боротьбі з бандитськими та повстанськими угрупованнями в районі середньої Волги, проте льодохід що почався змусив військових відмовитися від цієї ідеї.
Після 1924 танки типу «М» стали один за іншим поступово виходити з ладу, хоча, використовуючи деталі списаних трофейних танків Renault FT-17, 1926 року вдалося відремонтувати 8 танків. Відремонтовані машини до 1929 року перебували на озброєнні частин Ленінградського та Московського військового округів.

Офіційно танк «Рено-російський», як і його французький прообраз Renault FT-17, був знятий з озброєння навесні 1930 року, проте одразу танки в переплавку не пішли. Згідно з «Довідки про наявність танків старих систем», складеної УММ РСЧА менше року потому, станом на 30 січня 1931 року всі 15 «Рено-російських» все ще були в наявності: 
«Рено-російський»: 
1. Бронекомандні курси — 1 шт., 
2. Цивільні ВНЗ — 9 шт., 
3. 2-й танковий полк — 1 шт., 
4. Військово-технічна академія — 2 шт., 
5. Орловська танкова школа — 1 шт., 
6. ЦЛПС — 1 шт. 
Усього — 15 шт. (з озброєння зняті).
Протягом кількох наступних років машини були виведені на бази зберігання та поступово розібрані. Відповідно до аналогічної перевірки в березні 1938 року, жодного «Російського „Рено“» в наявності там немає, а Renault FT-17 залишалося лише 2 штуки (на складі № 37) .

## Збережені екземпляри

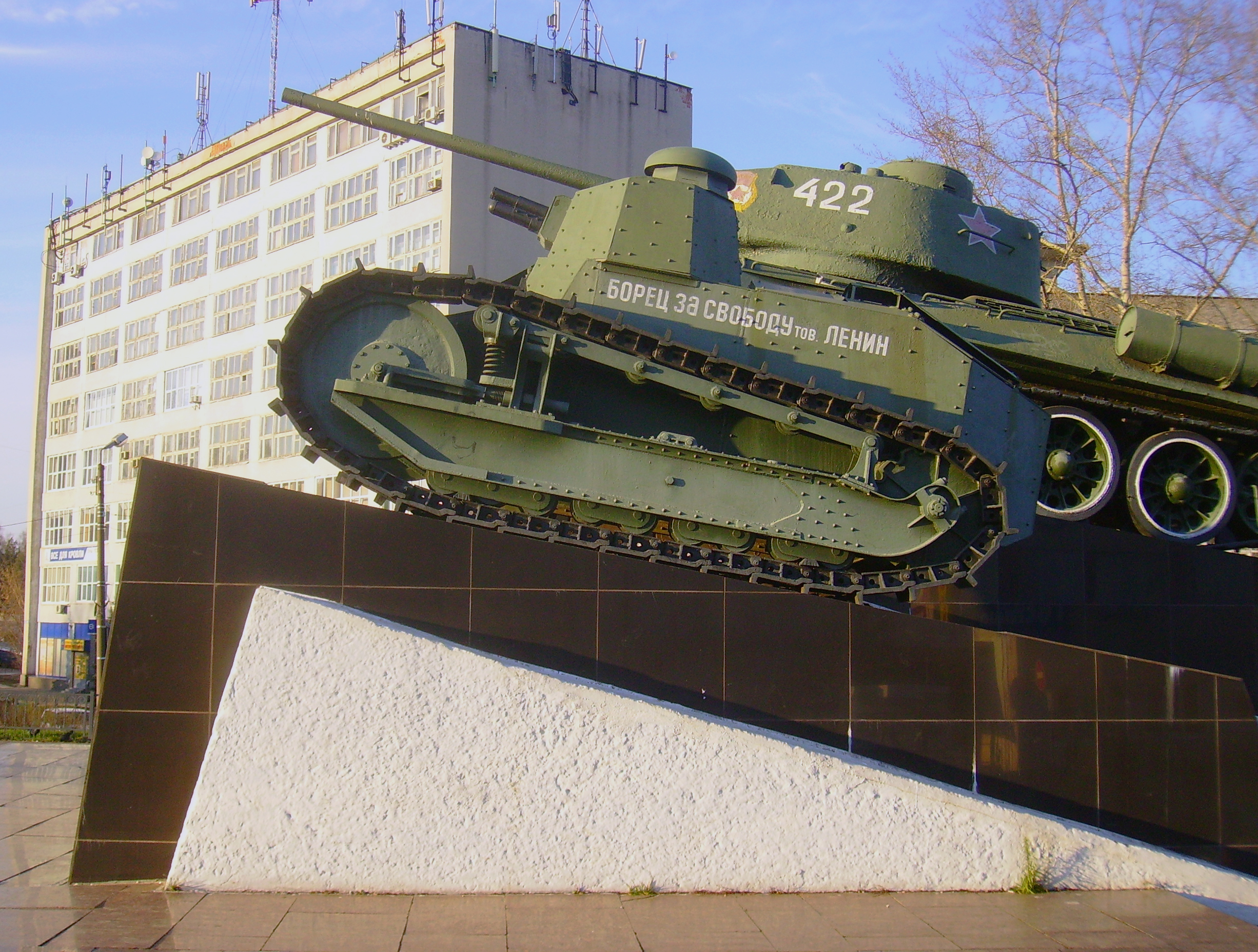
Пам'ятник першому радянському танку біля прохідної Заводу «Червоне Сормово»

Після зняття з озброєння 1930 року, всі танки типу «Рено-російський» були поступово розібрані. Всупереч розхожій думці, жодного примірника танка «Рено-Російський» до наших днів не збереглося.
Існують, однак, дві пізніші копії «Російського „Рено“» в натуральну величину. Перша з них, вельми вірогідно виконана, була зібрана в 1970-х роках фахівцями НДІБТ Полігона в підмосковній Кубинці та встановлена на території військової частини як пам'ятник. Згодом, при організації на базі полігону Центрального музею бронетанкового озброєння та техніки, макет «Танка М» був перенесений на новий постамент на території музею, де і розташований останнім часом. Другий макет «Рено-російського» є, разом з танком Т-34-85, частиною пам'ятника, встановленого в Нижньому Новгороді (в той час Горькому) на площі біля прохідної заводу «Червоне Сормово». Пам'ятник був відкритий 9 травня 1980 року, в ознаменування 35-ї річниці Перемоги в Великій Вітчизняній війні.

## Оцінка машини

### Оцінка характеристик
У цілому, «Російський Рено» як майже повна копія свого французького прообразу, був цілком сучасною на ті часи машиною — за своїми ТТХ танк не поступався прототипу, а по максимальній швидкості та бронюванню — перевершував. Слід відзначити також, що «Рено-російський» став першим у світі танком, оснащеним змішаним гарматно-кулеметним озброєнням у башті що обертається, і аж до 1926 року залишався єдиною в світі машиною з таким озброєнням. Інша справа, що практична бойова цінність такого рішення навряд чи була б велика — одночасно застосовувати обидва типи озброєння не дозволяла тісна башта.
Разом з тим, висока вартість «Рено-російського» та загальна слабка готовність промисловості до подібних виробів зумовили дуже обмежене виробництво та використання цього танка. Надійність машин також не відповідала всім вимогам. Не слід забувати, що власне за своєю суттю, «Рено-російські» були штучними машинами — є відомості, що навіть взаємозамінність деталей різних машин серії була дуже відносною. Правда, «фірмові» запчастини, що залишалися від списаних танків Renault FT-17, все ж насилу, але підходили до радянських танків, що дозволило трохи продовжити термін експлуатації «Російських Рено».
Однак головна заслуга «Рено-Російського» полягає в тому, що він був першим радянським танком. Досвід, набутий при його виготовленні, дав змогу пізніше розпочати розробки вже повністю оригінальних вітчизняних танків типу МС-1.

### Порівняння з зарубіжними аналогами
Треба сказати, що наприкінці 1910-х — початку 1920-х років пряме або непряме копіювання танка Renault FT-17 мало місце одразу в декількох країнах. Пов'язано це було, головним чином, з вдалою конструкцією французького танка. У період майже безсистемного пошуку найкращої конструкції танка Луї Рено зміг знайти кілька рішень, настільки вдалих, що згодом вони стали класичними — компоновка танка, розміщення зброї у башті кругового обертання, наглядовий купол, тощо. Це призвело до того, що в ряді країн світу почали з'являтися танки, які дуже нагадують «оригінал» та близькі йому за тактико-технічними характеристиками.
Крім Радянської Росії з її «Рено-російським», відверте копіювання Renault FT-17 було вироблено в США, де 1918 року випускався танк M1917 «Шеститонний», в деяких джерелах називався також, як «Рено-американський». Створений в Італії в тому ж році танк Fiat 3000 також багато в чому використовував конструктивні рішення французького танка. Порівняльні характеристики оригінальних французьких машин та їх зарубіжних варіантів представлені в таблиці.
| Порівняння характеристик танка «Рено-російський» та легких танків різних країн кінця 1910-х років |                               |                             |                              |                         |                                |
| Параметр ТТХ                                                                                      | Рено-російський               | Renault FT-17 (кулеметний)  | Renault FT-17 (гарматний)    | Fiat 3000A              | Six-ton Tank M1917 (гарматний) |
| Країна                                                                                            | СРСР                          | Франція                     | Франція                      | Королівство Італія      | США                            |
| Роки розробки                                                                                     | 1919 — 1920                   | 1916 — 1917                 | 1916 — 1917                  | 1918                    | 1918                           |
| Кількість випущених                                                                               | 15                            | ~ 2100                      | ~ 1500                       | 100                     | 374                            |
| Маса, т                                                                                           | 7                             | 6,5                         | 6,7                          | 5,5                     | 6,57                           |
| Довжина, м                                                                                        | 4100 (4960 з «хвостом»)       | 4100 (4960 з «хвостом»)     | 4100 (4960 з «хвостом»)      | 3750 (4290 з «хвостом») | 4216 (5004 з «хвостом»)        |
| Ширина, м                                                                                         | 1750                          | 1740                        | 1740                         | 1670                    | 1782                           |
| Висота, м                                                                                         | 2250                          | 2140                        | 2140                         | 2200                    | 2311                           |
| Екіпаж, осіб                                                                                      | 2                             | 2                           | 2                            | 2                       | 2                              |
| гарматне озброєння (калібр, марка, довжина ствола в калібрах)                                     | 37-мм гармата Гочкіс, 21 клб. | —                           | 37-мм Puteaux SA 18, 21 клб. | —                       | 37-мм M1916, 20 клб.           |
| Боєкомплект, снарядів                                                                             | 250                           | —                           | 237                          | —                       | 238                            |
| Кулеметне озброєння                                                                               | 1 × 8-мм «Гочкіс»             | 1 × 8-мм Hotchkiss Mle 1914 | —                            | 2 × 6,5-мм SIA          | —                              |
| боєкомплект, патронів                                                                             | 2016                          | 4800                        | —                            | 2000                    | —                              |
| Лобове бронювання, мм                                                                             | 16                            | 16                          | 16                           | 16                      | 15                             |
| Бортове бронювання, мм                                                                            | 16 — 13                       | 16 — 8                      | 16 — 8                       | 16 — 6                  | 15 — 8                         |
| Бронювання башти, мм                                                                              | 22                            | 22                          | 22                           | 16                      | 15                             |
| Потужність силового агрегату, к.с.                                                                | 33,5                          | 39                          | 39                           | 51                      | 42                             |
| Питома потужність, к.с./т                                                                         | 4,5                           | 6                           | 5,8                          | 9,3                     | 5,8                            |
| Максимальна швидкість, км/год                                                                     | 8,5                           | 7,8                         | 7,8                          | 21                      | 8,9                            |
| Запас ходу по шосе, км                                                                            | 60                            | 35                          | 35                           | 95                      | 48                             |
| Можливий підйом, град.                                                                            | 38                            | 45                          | 45                           | 20                      | 35                             |
| Стінка, що долається, м                                                                           | 0,6                           | 0,6                         | 0,6                          | 0,6                     | 0,6                            |
| Подоланий рів, м                                                                                  | 1,35 (1,8 з «хвостом»)        | 1,35 (1,8 з «хвостом»)      | 1,35 (1,8 з «хвостом»)       | 1,32 (1,5 з «хвостом»)  |                                |
| Подоланий брід, м                                                                                 | 0,7                           | 0,7                         | 0,7                          | 0,6                     | 0,6                            |

З порівняння тактико-технічних характеристик видно, що «Рено-російський» не уступав своєму прообразу та родинним машинам по більшості основних характеристик.

## «Російський Рено» в масовій культурі

### Стендовий моделізм
Станом на 2012 рік, пластикові моделі-копії танка «Рено-російський» в масштабі 1:72 випускаються підприємством «RPM» (Польща), номер за каталогом виробника 72206. У масштабі 1:35 моделі «Русского Рено» не випускаються, проте комплект деталей для складання моделі танка Renault FT-17 в гарматному варіанті тієї ж фірми «RPM» (номер за каталогом виробника 35065) дозволяє, при деяких доробках, зібрати модель «Рено-російського» з гарматним озброєнням (набір містить декаль для танка «Борець За Свободу тов. Ленін»).
Обидві моделі виконані методом лиття під високим тиском (ЛВТ).